# Polygrammodes hercules
Polygrammodes hercules là một loài bướm đêm trong họ Crambidae.